# Епархиальный Серафимовский дом призрения престарелых священнослужителей
Епархиальный Серафимовский дом призрения престарелых священнослужителей — памятник градостроительства и архитектуры в историческом центре Нижнего Новгорода. Построен в 1904—1905 годах по проекту городского архитектора Н. М. Вешнякова, на пожертвования потомственного почётного гражданина А. И. Приезжева.
Здание формирует исторический фронт застройки старинной улицы Пискунова (до революции — Малая Печерская улица). 

## История
Инициатива постройки нового здания с домовым храмом в честь преподобного Серафима Саровского при Макарьевской женской богадельне на Малой Печерской улице (сегодня — улица Пискунова) исходила от нижегородского потомственного почётного гражданина Александра Ивановича Приезжева. Здание предполагалось построить под размещение нового благотворительного учреждения, созданного с целью содержания и ухода «престарелых и убогих заштатных священноцерковнослужителей Нижегородской епархии и их взрослых детей мужескаго пола, неспособных к работе по убожеству или болезни, не требующей больничного ухода и лечения».
Новое здание решено было строить двухэтажным с подвалом. Составление проекта, смет, а также надзор за строительством поручались, согласно воле жертвователя, городскому архитектору, гражданскому инженеру Николаю Михайловичу Вешнякову. Подготовительные работы начались в апреле 1904 года, а официальная церемония закладки здания — 2 мая 1904 года. Открытие нового здания состоялось 19 июля 1905 года и было приурочено к дню празднования преподобного Серафима, Саровского Чудотворца, о чём попечительный совет дома призрения заранее дал объявления в газетах.
Современники описывали здание так: «Серафимовский дом призрения, одной стеной своей тесно примыкая к Макарьевской богадельне, фасадом <…> выходит на Малую Печерскую улицу. <…> Архитектор в высшей степени
удачно воспользовался поворотом улицы от Макарьевской богадельни влево. Тот угол здания, где помещается храм во имя Преподобного Серафима, как бы выдвинут из линии постройки и ввысь, и вдаль. Удлиненные окна, легкая и изящная часовня-звонница, все это позволяет царить над всеми остальными частями постройки той части дома, где помещается храм. На фоне окраски дома под кирпич рельефно отделяются белого цвета поделки: карнизы, оконные косяки <…> Все здание представляет из себя очень красивый вид».    
По назначению здание использовалось несколько лет. Уже летом 1908 года Серафимовский дом призрения был переведён в Балахну, разместившись в здании, пожертвованном купцом А. А. Худяковым. В том же году скоропостижно скончался А. И. Приезжев. В соответствии с его волей, в дом должен был стать общежитием для бедных воспитанниц епархиального женского училища. Однако епархиальное ведомство не исполнило волю покойного, разместив в здании гостиницу. 
В 1918 году здание было национализировано. Позднее было приспособлено под корпус Горьковского речного училища. Домовая церковь была утрачена, остальной объём здания надстроен ещё одним этажом.      

## Архитектура
Здание кирпичное. Главный фасад по первому этажу решён в восемь осей света. Проём главного входа арочный, обрамлён порталом с завершением в виде высокого щипца. Повышенная левая угловая часть выделена широкими лопатками и акцентирована в уровне второго этажа тройным венецианским окном, над которым расположены три полуциркулярных оконных проёма третьего этажа. Имеется небольшой декоративный балкон.
Оштукатуренный главный фасад имеет выразительный, пластичный эклектичный декор. В плоскости цоколя расположены лучковые ниши, декорированные замковыми камнями. Плоскость фасада и пилястры первого этажа обработаны «бриллиантовым» рустом. Лучковые оконные проёмы обведены рамочными наличниками. Арочный проём главного входа обрамлён архивольтом, дополненным поребриком. Боковые части входного портала выполнены в виде столбиков, разделённых квадратными ширинками.                    